# Simamkele Namba
Pour les articles homonymes, voir Namba (homonymie).
Pas d'image ? Cliquez ici

a Compétitions nationales et continentales officielles uniquement.

b Matchs officiels uniquement.
Dernière mise à jour le 21 juin 2025.
Simamkele Namba, née le 3 octobre 1998, est une joueuse internationale sud-africaine de rugby à XV et internationale de rugby à sept évoluant au poste d'ailier.

## Biographie
Simamkele Namba naît le 3 octobre 1998.
En 2022, elle joue pour la Western Province du Cap. Elle a six sélections en équipe d'Afrique du Sud quand elle est retenue en septembre 2022 pour disputer sous les couleurs de son pays la Coupe du monde de rugby à XV en Nouvelle-Zélande.